# L'Haÿ-les-Roses
L'Haÿ-les-Roses (/laj lɛ ʁoz/) es una comuna francesa situada en el departamento de Valle del Marne, de la región de Isla de Francia. Es la subprefectura del distrito y el bureau centralisateur del cantón homónimo.

## Demografía
| 1793   | 1800   | 1806   | 1821   | 1831   | 1836   | 1841   | 1846   | 1851   |        |
| ------ | ------ | ------ | ------ | ------ | ------ | ------ | ------ | ------ | ------ |
| 331    | 331    | 336    | 357    | 360    | 407    | 416    | 477    | 481    |        |
| 1856   | 1861   | 1866   | 1872   | 1876   | 1881   | 1886   | 1891   | 1896   |        |
| 526    | 585    | 645    | 607    | 671    | 609    | 661    | 760    | 816    |        |
| 1901   | 1906   | 1911   | 1921   | 1926   | 1931   | 1936   | 1946   | 1954   |        |
| 1 011  | 1 141  | 1 315  | 2 202  | 4 094  | 6 369  | 7 707  | 8 016  | 10 278 |        |
| 1962   | 1968   | 1975   | 1982   | 1990   | 1999   | 2006   | 2011   | 2016   | 2020   |
| 17 968 | 24 352 | 31 412 | 29 568 | 29 746 | 29 746 | 30 428 | 30 574 | 31 189 | 31 647 |